# 마이크로소프트 비주얼 C++
마이크로소프트 비주얼 C++(Microsoft Visual C++, 줄여서 MSVC)은 마이크로소프트사가 C, C++, C++/CLI 프로그래밍 언어 도구로 계획한 통합 개발 환경 (IDE) 제품이다. 개발 및 C++ (특히 마이크로소프트 윈도우 API, 다이렉트X API, 닷넷 프레임워크로 작성된 코드)의 디버깅을 위한 도구를 가지고 있다.

## 현재의 제품
현재 사용할 수 있는 비주얼 C++ 제품은 다음과 같다:
- 마이크로소프트 비주얼 C++ 2017 익스프레스 에디션
- 마이크로소프트 비주얼 스튜디오 2017 엔터프라이즈
- 마이크로소프트 비주얼 스튜디오 2017 프로페셔널
- 마이크로소프트 비주얼 스튜디오 2017 커뮤니티

비주얼 C++은 비주얼 스튜디오 안에 포함되어 있다.
기본적으로 비주얼 스튜디오 패키지로 구매하거나 MSDN 제품 구독으로 사용권을 얻을 수 있는 상용 프로그램이다. 반면 익스프레스 에디션과 커뮤니티 에디션은 MSDN 또는 공식 사이트에서 누구나 무료로 내려 받아 설치하고 사용할 수 있다.

## 버전
패키지 이름은 출시 당시 또는 현재 판매하고 있는 상품명으로 정하고 있으며, 버전 6.0까지는 내부 갱신 번호와 같지만 2002 버전 이후에는 출시 예정 또는 출시 연도를 이름에 붙이고 있다. 컴파일러 버전은 패키지 이름 또는 내부 갱신 번호와는 다르며 비주얼 C++ 내부에 포함된 컴파일러인 "MS C/C++"의 순수 버전이다. 명령행 컴파일러 "CL.EXE"로 확인할 수 있다. _MSC_VER는 전처리를 할 때 컴파일러 버전을 알 수 있는 유일한 매크로 상수이다.
| 패키지 이름                     | 컴파일러 버전   | 출시   | _MSC_VER | MFC  | 닷넷  | 지원 아키텍처               |
| ------------------------------- | --------------- | ------ | -------- | ---- | ----- | --------------------------- |
| 마이크로소프트 C 5.0 / 퀵-C 1.0 | 5.0             | 1987년 | 500      | -    | -     | DOS                         |
| 마이크로소프트 C 5.1 / 퀵-C 2.0 | 5.1             | 1989년 | 500      | -    | -     | WIN16                       |
| 마이크로소프트 C 6.0            | 6.0             | 1989년 | 600      | -    | -     | WIN16                       |
| 마이크로소프트 C/C++ 7.0        | 7.0             | 1992년 | 700      | 1.0  | -     | WIN16                       |
| 비주얼 C++ 1.0 / 퀵-C 2.5       | 8.0             | 1993년 | 800      | 2.0  | -     | WIN16                       |
| 비주얼 C++ 1.5                  | 8.0             | 1993년 | 800      | 2.5  | -     | WIN16                       |
| 비주얼 C++ 1.52c                | 8.0             | 1994년 | 800      | 2.5  | -     | WIN16                       |
| 비주얼 C++ 2.0                  | 9.0             | 1995년 | 900      | 3.0  | -     | WIN16, X86                  |
| 비주얼 C++ 2.1                  | 9.1             | 1995년 | 900      | 3.1  | -     | WIN16, X86                  |
| 비주얼 C++ 2.2                  | 9.2             | 1995년 | 900      | 3.2  | -     | WIN16, X86                  |
| 비주얼 C++ 4.0                  | 10.0            | 1996년 | 1000     | 4.0  | -     | X86                         |
| 비주얼 C++ 4.1                  | 10.1            | 1996년 | 1010     | 4.1  | -     | X86                         |
| 비주얼 C++ 4.2                  | 10.2            | 1996년 | 1020     | 4.2  | -     | X86                         |
| 비주얼 C++ 5.0                  | 11.0            | 1997년 | 1100     | 4.21 | -     | X86                         |
| 비주얼 C++ 6.0                  | 12.0            | 1998년 | 1200     | 6.0  | -     | X86                         |
| 비주얼 C++ .NET 2002 (7.0)      | 13.00           | 2002년 | 1300     | 7.0  | 1.0   | X86                         |
| 비주얼 C++ .NET 2003 (7.1)      | 13.10           | 2003년 | 1310     | 7.1  | 1.1   | X86, AMD64                  |
| 비주얼 C++ 2005 (8.0)           | 14.00.50727.762 | 2005년 | 1400     | 8.0  | 2.0   | X86, AMD64, 아이테니엄      |
| 비주얼 C++ 2008 (9.0)           | 15.00.30729.01  | 2007년 | 1500     | 9.0  | 3.5   | X86, AMD64, 아이테니엄      |
| 비주얼 C++ 2010 (10.0)          | 16.00.40219.01  | 2010년 | 1600     | 10   | 4.0   | X86, AMD64, 아이테니엄      |
| 비주얼 C++ 2012 (11.0)          | 17.00.60315.1   | 2012년 | 1700     | 11   | 4.5   | X86, AMD64, 아이테니엄, ARM |
| 비주얼 C++ 2013 (12.0)          | 18.0.21005.1    | 2013년 | 1800     | 12   | 4.5.1 | X86, AMD64, ARM             |
| 비주얼 C++ 2015 (14.0)          |                 | 2015년 | 1900     | 14   |       | X86, AMD64, ARM             |
| 비주얼 C++ 2017 Community       |                 |        | 1914     |      |       |                             |

### 비주얼 C++ 2012
비주얼 C++ 2012는 이전 버전과 확연한 차이점이 존재한다.
- 이 버전부터 다국어 UI를 지원한다. 언어팩을 설치하여 사용하고자 하는 언어로 변경할 수 있다.
- 윈도우 8, 윈도우 RT 전용 소프트웨어인 윈도우 스토어 지원 앱을 만들 수 있다.
- ARM 아키텍처에서 구동할 수 있는 윈도 스토어 전용 앱을 만들 수 있다.
- 출시 초기에는 윈도우 7 이상에서만 구동할 수 있는 실행 파일만 만들 수 있었지만, 업데이트 1 이상으로 갱신하면 윈도우 XP에서도 구동할 수 있는 실행 파일을 만들 수 있다.
- 테스트 프로페셔녈 버전에는 컴파일러가 포함되어 있지 않다.
- HLSL 컴파일 기능과 DirectX 그래픽 디버거를 포함한다. (XP 지원 모드 제외)
- 컴파일 속도가 개선되었다.
- 표준 C++11을 도입했다.

### 비주얼 C++ 2013
- 더 나은 C++11, C99 지원이 포함되며 REST SDK를 도입하였다.[2]
- 윈도우 8.1용 윈도우 스토어 앱을 만들 수 있다.
- 윈도 폰 8용 SDK와 에뮬레이터를 포함하며 앱을 만들 수 있다.
- C++/CX라는 신규 규격이 추가되었다.
- DirectX SDK PIX의 DirectX 11.1 디버깅 기능을 IDE에 포함시켰다.
- 인텔 Itanium 프로세서용 빌드를 더 이상 지원하지 않는다.

## 참조
1. ↑  “Visual C++ adds Windows support”. 《InfoWorld》. 1993년 2월 22일. 17면.
2. ↑  “What's New for Visual C++ in Visual Studio 2013”. 《microsoft.com》. Microsoft Developer Network. 2013년 10월 23일에 확인함.